# فرناندو أورتيغا
فرناندو أورتيغا (بالإنجليزية: Fernando Ortega)‏ هو مغني أمريكي، ولد في 2 مارس 1957 في ألباكركي في الولايات المتحدة.

## وصلات خارجية
- فرناندو أورتيغا على موقع ميوزك برينز (الإنجليزية)
- فرناندو أورتيغا على موقع ديسكوغز (الإنجليزية)